# Ashley Mote
Ashley Mote (* 25. Januar 1936 in London; † 30. März 2020) war ein unabhängiges Mitglied des Europäischen Parlaments für Südostengland. Er wurde bei der Europawahl 2004 auf der Liste der UK Independence Party (UKIP) gewählt, wurde jedoch später aus dieser Partei ausgeschlossen.
Im Parlament war Mote Mitglied im Ausschuss für Verkehr und Fremdenverkehr und im Untersuchungsausschuss zur Krise der Equitable Life Assurance Society sowie stellvertretendes Mitglied im Haushaltskontrollausschuss und im Ausschuss für konstitutionelle Fragen. Er schloss sich 2005 mit Paul van Buitenen (Europa Transparant) und Hans Peter Martin unter dem Namen Platform for Transparency (PfT) zusammen. 
Ab 2004 ermittelten britische Behörden wegen Sozialbetrugs gegen Ashley Mote. Nachdem kurz nach seiner Wahl zum Europaabgeordneten offiziell Klage erhoben wurde, wurde er 2004 aus der UKIP ausgeschlossen. 2007 schloss er sich der Fraktion Identität, Tradition, Souveränität an, die sich wenige Monate später wieder auflöste.
In dem Strafverfahren berief sich Mote zunächst auf seine Immunität als Abgeordneter, bevor ihm diese im Juni 2005 vom Europäischen Parlament entzogen wurde. Dagegen legte er Widerspruch beim Europäischen Gericht erster Instanz ein.
Dieses lehnte eine einstweilige Verfügung zur Wiederherstellung der Immunität ab, was die Fortsetzung des Prozesses in Großbritannien ermöglichte. 
Am 31. August 2007 wurde Mote zu neun Monaten Haft verurteilt. Dieses Urteil wurde im darauf folgenden Berufungsverfahren im Wesentlichen bestätigt. Außerdem musste er 67000 Pfund an den britischen Staat zurückzahlen. Im November 2007 wurde er nach zehn Wochen Haft mit einer elektronischen Fußfessel entlassen.
Da Motes Haftstrafe weniger als ein Jahr betragen hatte, musste er nach dem britischen Wahlgesetz nicht auf seinen Sitz im Europäischen Parlament verzichten und behielt sein Mandat. 
Vor der Europawahl 2009 kündigte er an, nicht erneut kandidieren zu wollen.
Mote arbeitete außerdem im Marketing und hat zwei politische Bücher veröffentlicht.
- Vigilance - A Defence of British Liberty (2001) über die Europäische Union,
- OverCrowded Britain: Our Immigration Crisis Exposed (2003).

Er war ferner ein bekannter Autor von Büchern über Cricketgeschichte (The Glory Days of Cricket (1997) und John Nyren's "The Cricketers of my Time" (1998)). Als Mitglied des wieder ins Leben gerufen südenglischen Cricketclubs Hambledon hat er wesentlich zur Rückkehr von Cricket zum berühmten Spielplatz Broadhalfpenny Down beigetragen.